# Heinz Kuhn-Weiss
Heinrich „Heinz“ Kuhn-Weiss (* 9. Oktober 1948 in München) ist ein ehemaliger deutscher Autorennfahrer und heutiger Unternehmer.

## Karriere
Heinz Kuhn-Weiss begann Ende der 1970er Jahre im Tourenwagensport mit seiner Rennfahrerlaufbahn. Von 1980 bis 1983 fuhr er mit Fritz Müller in der Division 4 und Division 2 der Tourenwagen-Europameisterschaft. Dort setzten sie zunächst einen Mazda RX-7 und zum Ende 1983 einen BMW 635 CSi in den Rennen ein. Seinen ersten Klassensieg in der 4. Division erreichte er 1980 beim ETCC-Rennen auf dem Salzburgring, wo er auf den neunten Gesamtplatz fuhr. Ein Jahr später konnte er beim 500-km-Rennen von Vallelunga mit Fritz Müller seinen ersten Gesamtsieg feiern. Im selben Jahr erreichte er mit dem 10. Rang sein bestes Saisonergebnis in dieser Rennserie.
1983 und 1984 nahm er zusammen mit Georg Memminger mit einem Porsche 930 in Gruppe B der Sportwagen-Weltmeisterschaft teil. Sein bestes Rennergebnis bei einem Langstreckenrennen war beim 1000-km-Rennen auf dem Nürburgring 1983 zusammen mit Georg Memminger und Günter Steckkönig, bei dem er den 10. Platz erreichte.
Kuhn-Weiss fuhr zusammen mit Fritz Müller und Georg Memminger mit einem Porsche 930 beim 24-Stunden-Rennen von Le Mans 1983 auf den 13. Platz in der Gesamtwertung und dem zweiten Platz in der Gruppe-B-Wertung.
1984 beendete er seine Rennfahrerkarriere. Heute ist er geschäftsführender Firmeninhaber eines Material-Beschichtungsunternehmens. 2006 und in den Folgejahren unterstützte er den damaligen Nachwuchsfahrer Robert Renauer im Porsche Carrera Cup Deutschland.

## Statistik

### Le-Mans-Ergebnisse
| Jahr | Team            | Fahrzeug    | Teamkollege     | Teamkollege  | Platzierung | Ausfallgrund |
| ---- | --------------- | ----------- | --------------- | ------------ | ----------- | ------------ |
| 1983 | Georg Memminger | Porsche 930 | Georg Memminger | Fritz Müller | Rang 13     |              |